# Romanija
 Ovo je glavno značenje pojma Romanija. Za druga značenja pogledajte Romanija (razdvojba).
Romanija je planina u istočnom dijelu Bosne i Hercegovine.
Prostire se jugozapadno od Sokolca, sjeveroistočno od Pala i istočno od Sarajeva. Najviši vrh je Veliki Lupoglav s nadmorskom visinom od 1652 m. Na južnoj strani, iznad Pala, nalazi se Novakova pećina, čiji je naziv vezan za hajduka Starinu Novaka. Na zapadnoj strani, iznad Mokrog, su Crvene stijene.